# Clan Cameron
Cameron ist der Name eines schottischen Clans aus der Gegend um Fort William. Die Ländereien des Clans liegen in Lochaber. In diesen liegt Ben Nevis, der höchste Berg Großbritanniens. Derzeitiger Chief des Clans ist Donald Cameron, Baron Cameron of Lochiel, ein Life Peer, der ein Teil von mehreren Schattenregierungen war. Achnacarry Castle ist der heutige Sitz des Clanchiefs. Das Motto des Clans lautet Aonaibh ri cheile („Laßt uns vereinigen“). Der Schlachtruf der als wilde Kämpfer bekannten Camerons war Chlanna nan con thigibh a so's gheibh sibh feoil! (gälisch für „Hundesöhne, kommt her und holt euer Fleisch!“). Historisch war der Clan ein Unterstützer der Jakobitenaufstände.

## Geschichte

### Ursprünge
Wie bei vielen anderen Clans ist die Herkunft des Clans Cameron unklar. Es gibt verschiedenste Theorien und fantasievolle Ursprungslegenden. Eine dieser Legende nimmt an, dass Lochiel, genauso wie das königliche Haus Stuart, ein Nachfahre von Banquo ist. Der erste Chief könnte Cameron, wegen seiner krummen Nase, geheißen haben. Solche Art von Spitznamen waren üblich in Hochland-gälischer Kultur, und seine Nachkommen hätten dann diesen Namen übernommen.
Der erste, authentisch bestätigte Chief des Clans Cameron war Donald Dubh Cameron. Dieser war ein Nachfahre der mittelalterlichen Familie Cameron/Cambrun of Ballegarno. Dieser Name kommt vom Ort Cameron, Fife, und can-burn bedeutet schiefer Hügel. Diese Familie stammt von den schottisch-piktischen Earls of Fife.
Am Anfang des 15. Jahrhunderts etablierten sich die Camerons als Clan in den Highlands im Raum des Great Glen und Lochaber. In dieser Zeit nahmen sie einige andere Familien beispielsweise durch Heirat in den Clan mit auf.
Seit dem 15. Jahrhundert werden die Chiefs des Clans als Mac Dhomnuill Dubh bezeichnet.

### Schottische Unabhängigkeitskriege
Nach der Tradition kämpfte der Clan Cameron an der Seite von Robert the Bruce unter John de Cameron, VII. Chief gegen die Engländer während der Schlacht von Bannockburn. Später kämpfen sie erneut gemeinsam bei der Schlacht bei Halidon Hill.

### Clankonflikte im 14., 15, und 16. Jahrhundert
Für fast 300 Jahre kam es zu mehreren Konflikten zwischen dem Clan Cameron und anderen Clans in Schottland. Die Hauptfeinde dabei waren die Mitglieder des Clans Mackintosh, mit dem sich der Clan mehrere Schlachten und andere Auseinandersetzungen lieferten. Während des Bürgerkriegs unterstützte der Clan an der Seite des Clans Campbell die Covenanters und der Clan stand in Opposition zu Oliver Cromwell. Sie spielten eine wichtige Rolle in dem Glencairn-Aufstand.

### Jakobitenaufstand
Während der Jakobitenaufstände von 1715 und 1745 unterstützte der Clan Cameron in beiden Fällen die jakobitischen Thronprätendent James Stuart und Charles Stuart.
Beim Aufstand von 1715 kämpfen Männer des Clans in der Schlacht von Sheriffmuir. Nach der Schlacht von Glen Shiel im Jahr 1719, versteckte sich der 18. Chief John Cameron of Lochiel in den Highlands und floh anschließend nach Frankreich. Im Bericht über die Highlands von 1724 von Feldmarschall George Wade wurde die Größe des Clans auf 800 Personen geschätzt.
Als Charles Stuart im August 1745 in Schottland anlandete, versprach der 19. Chief die volle Unterstützung des Clans. Hätte der Clan seine Unterstützung nicht bekundet, wäre es möglicherweise nie zu diesem Aufstand gekommen. Camerons kämpften in den Schlachten bei Prestonpans, bei Falkirk und bei Culloden. Nach der Schlacht bei Culloden wurde Donald Cameron of Lochiel verwundet und konnte durch ein Mitglied des Clans Chattan nach Frankreich fliehen, wo er im Oktober 1748 verstarb.

### Spätere Entwicklungen
Nach Culloden wurden die Ländereien des Clans von der Regierung konfisziert und erst 1748 an Donald Cameron zurückgegeben. Das Museum des Clans in Achnacarry zeigt die Geschichte des Clans und die Highland Clearances.
Männer des Clans kämpften in den Napoleonischen Kriegen und in beiden Weltkriegen.

## Namensbedeutung
Der Name leitet sich von einem mit camsron beschriebenen Chief des 14. Jahrhunderts ab, was „krumme Nase“ bedeutet.

## Chief

### Derzeitiger Chief
Derzeitiger Chief des Clans Cameron ist seit Oktober 2023 Donald Andrew John Cameron of Lochiel (* 1976). Er ist der 28. Chief of the Name and Arms of Cameron. Am 4. März 2024 wurde er als Baron Cameron of Lochiel zum Life Peer erhoben, wodurch er seither Mitglied des House of Lords ist. Er war zuvor Parliamentary Under-Secretary of State for Scotland und Mitglied des Schottischen Parlaments.

### Liste
| Nummer | Name                                      | Gestorben | Anmerkungen | Nachweise |
| ------ | ----------------------------------------- | --------- | --- | --------- |
| 7      | Sir John Cameron                          |           | Es wird vermutet, dass er den Clan während der Schlacht von Bannockburn anführte.                                                             | [ 16 ]    |
| 8      | John Ochtery Cameron                      |           | Es wird vermutet, dass er den Clan während der Schlacht von Halidon Hill anführte.                                                            | [ 17 ]    |
| 9      | Allan MacOchtery Cameron                  |           | Sohn des 8. Chiefs. |           |
| 10     | Ewen MacAllan Cameron                     |           | Sohn des 9. Chiefs. Starb ohne Nachkommen. |           |
| 11     | Donald Dubh Cameron                       |           | Sohn des 9. Chiefs. Er kämpfte bei der Schlacht von Harlow im Jahr 1411. Alle Chiefs nach ihm erhielten den Titel Mac Dhomhnail Dubh bekannt. | [ 17 ]    |
| 12     | Allan MacIldny Cameron                    | 1480      | Sohn des 11. Chiefs. Starb im Kampf mit dem Clan Mackinthosh.                                                                                 |           |
| 13     | Ewen Mor Cameron of Lochiel               | 1547      | Sohn des 12. Chiefs. Er wurde wegen Hochverrates 1574 hingerichtet.                                                                           |           |
| 14     | Ewen Beag Cameron of Lochiel              | 1554      | Enkel des 13. Chiefs. |           |
| 15     | Donald Dubh MacDonald Cameron of Lochiel  | 1565      | Jüngerer Bruder des 14. Chiefs. Kämpfte in der Schlacht von Corrichie im Jahr 1562 als Unterstützer von Mary, Queen of Scots.                 |           |
| 16     | Allan Cameron of Lochiel                  | 1647      | Sohn des jüngeren Bruders des 15. Chiefs. |           |
| 17     | Sir Ewen Cameron of Lochiel               | 1719      | Enkel des 16. Chiefs. Bekanntester Chief des Clans. Anführer der Jakobiter bei der Schlacht von Killiecrankie.                                |           |
| 18     | John Cameron, Lord Lochiel                | 1747      | Sohn des 17. Chiefs. Er wurde als Lord Lochiel in den Jakobiter Adel erhoben und starb im Exil in Frankreich.                                 |           |
| 19     | Donald Cameron of Lochiel                 | 1748      | Sohn des 18. Chiefs. Er wurde bekannt als Gentle Lochiel und führte seinen Clan in der Schlacht von Culloden.                                 |           |
| 20     | John Cameron                              | 1762      | Sohn des 19. Chiefs. |           |
| 21     | Charles Cameron                           | 1776      | Jüngerer Sohn des 19. Chiefs. |           |
| 22     | Donald Cameron                            | 1832      | Sohn des 21. Chiefs. Die Besitztümer der Camerons wurden 1784 wiederhergestellt.                                                              |           |
| 23     | Donald Cameron                            | 1858      | Sohn des 22. Chiefs. Er kämpfte mit Auszeichnung bei der Schlacht von Waterloo.                                                               |           |
| 24     | Donald Cameron                            | 1905      | Sohn des 23. Chiefs. Er war Diplomat und Mitglied des Parlaments.                                                                             |           |
| 25     | Sir Donald Walter Cameron KT              | 1951      | Sohn des 24. Chiefs. Colonel der Queen's Own Cameron Highlanders. Er kämpfte im Zweiten Burenkrieg und Ersten Weltkrieg.                      |           |
| 26     | Sir Donald Hamish Cameron KT              | 2004      | Sohn des 25. Chiefs. Er kämpfte im Zweiten Weltkrieg.                                                                                         |           |
| 27     | Donald Angus Cameron CVO, JP, DL          | 2023      | Sohn des 26. Chiefs. Lord Lieutenant von Inverness.                                                                                           |           |
| 28     | Donald Andrew John Cameron, Baron Cameron |           | Sohn des 27. Chiefs. |           |

## Stammtafel

### Hauptlinie
Die folgende Liste führt einige Mitglieder des Clans Cameron auf. Clanchiefs sind fettgedruckt.
- Sir John Cameron
  - John Ochtery Cameron
    - Allan MacOchtery Cameron
      - Ewen MacAllan Cameron
      - Donald Dubh Cameron
        - Allan MacIldny Cameron († 1480) ⚭ Marion MacDonald
          - Ewen Mor Cameron of Lochiel († 1547) ⚭ Marjory Mackintosh
            - Ewen Beag Cameron of Lochiel († 1554), 1. of Erracht
              - siehe Erracht-Zweig
              - Donald Cameron (* 1550; † ?); illegitimer Sohn, seine Nachfahren wurden zum Taylor Sept

            - Donald Dubh MacDonald Cameron of Lochiel († 1565)
              - Allan Cameron of Lochiel (* 1567; † 1647)
                - John Cameron, Master of Lochiel († 1635)
                  - Sir Ewen Cameron of Lochiel (* 1629; † 1719); Anführer der Jakobiter-Aufstände
                    - John Cameron, Lord Lochiel (* 1663; † 1747); Herrführer während der Jakobiter-Aufstände ⚭ Isobel Campbell
                      - Donald Cameron of Lochiel (* 1695; † 1748) ⚭ Anne Campbell
                        - John Cameron of Lochiel (* 1732; † 1762)
                        - Captain James Cameron (* 1736; † 1759); Offizier in französischen Diensten
                        - Charles Cameron of Lochiel (* 1747; † 1776) ⚭ Martha Marshall
                          - Donald Cameron of Lochiel (* 1769; † 1832) ⚭ Hon. Anne Abercromby
                            - Captain Donald Cameron of Lochiel, DL (* 1796; † 1858) ⚭ Lady Vere Catherine Louisa Hobart
                              - Donald Cameron of Lochiel JP, DL, FRGS (* 1835; † 1905) ⚭ Lady Margaret Montagu Douglas Scott
                                - Colonel Sir Donald Walter Cameron of Lochiel, KT,  CMG, JP, DL (* 1876; † 1951) ⚭ Lady Hermione Emily Graham
                                  - Colonel Sir Donald Hamish Cameron of Lochiel KT, CVO, KStJ, TD, JP, DL (* 1910; † 2004) ⚭ Margaret Doris Gathorne-Hardy
                                    - Donald Angus Cameron of Lochiel CVO, JP, DL (* 1946; † 2023) ⚭ Lady Cecil Nennella Therese Kerr, OBE
                                      - Donald Cameron, Baron Cameron of Lochiel (* 1967) ⚭ Sarah Elizabeth Maclay

                                  - Marion Hester Cameron (* 1914; † 1997) ⚭ Sir Ronald Orr-Ewing, 5th Baronet
                                    - Sir Archibald Donald Orr-Ewing, 6th Baronet

                                  - Major Allan John Cameron (* 1917; † 2011) ⚭ Elizabeth Vaughan-Lee
                                    - Ewen Cameron, Baron Cameron of Dillington (* 1949) ⚭ Caroline Anne Ripley

                                  - Lieutenant-Colonel Charles Alexander Cameron (* 1920) ⚭Felicia Macdonald

                                - Capt. Ewen Charles Cameron (* 1878; † 1958); Offizier der Lovat Scouts
                                - Allan George Cameron (* 1880; † 1914), verstorben in der Nähe von Aisne im Ersten Weltkrieg
                                - Archibald Cameron (* 1886; † 1917), verstorben in der Schlacht von Arras im Ersten Weltkrieg

                              - Julia Vere Cameron (* 1837; † 1921) ⚭ Major General Hugh Mackenzie

                            - Rev. Alexander Cameron (* 1806; † 1873) ⚭ Hon. Charlotte Rice
                            - Mary Anne Cameron (* 1808; † 1850) ⚭ Rear Admiral Lord John Hay

                          - Archibald Cameron (* ?; † ?); Händler der East India Company

                      - John Cameron, 1st of Fassiefern (* 1698; † 1785)
                      - Alexander Cameron (* 1701; † 1746); ein Höfling der Jakobiner und katholischer Konvertit
                      - Archibald Cameron (* 1707; † 1753); Leibarzt von Prinz Charles; er wurde 1753 als letzter Jakobit wegen Hochverrats hingerichtet

                    - Major Donald Cameron of Clunes († 1719); Offizier in Niederländischen Diensten
                    - Allan Cameron († 1730); Jakobiter Offizier und Höfling ⚭ Isobel Fraser

                - Donald Cameron, laird of Glendessary († ?); Stammvater des Glendessary-Zweigs des Clan Cameron

### Erracht-Zweig
- John Dow M'Ewen V'Ewen Cameron 2. of Erracht († 1585); er wurde hingerichtet[18]
  - John Bodach M'Iain V'Ewen Cameron, 3. of Erracht († 1613); er wurde auf Befehl von Allan Cameron of Lochiel hingerichtet[19]
    - Allan Cameron, 4. of Erracht (* 1590; † 1650)
      - Ewen Cameron, 5. of Erracht (* 1630; † 1676)
        - John Cameron, 6. of Erracht (* 1662; † 1730)
          - Allan Cameron, 7. of Erracht (* ?; † 1746)
            - Ewan Cameron, 8. of Erracht (* 1710; † 1780)
              - Lieutenant-General Sir Alan Cameron of Erracht KCB (* 1753; † 1828); Gründer des 79th Regiment, the Cameron Highlanders

              - Captain Ewan Cameron of Erracht (* 1758; † 1813)

            - Allan Cameron (* 1712; † 1791)

Quellen: 

## Burgen

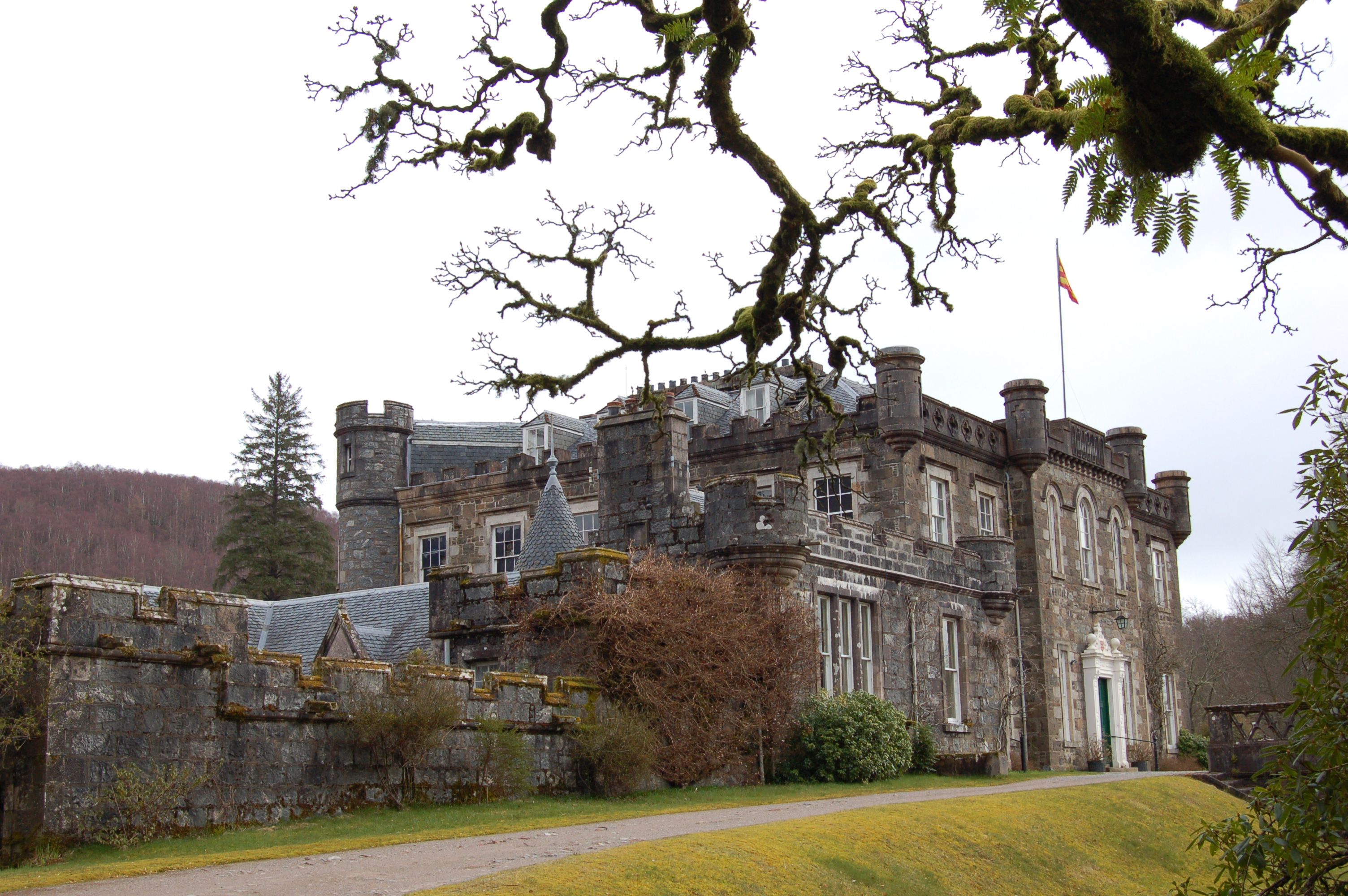
Achnacarry Castle

- Achnacarry CastleTor Castle: Ewen Cameron, 13. Chief of Clan Cameron, ließ „Tor Castle“ in der ersten Hälfte des 15. Jahrhunderts aufbauen. Es wurde durch seinen Ur-ur-ur-urenkel Sir Ewen „Dubh“ Cameron of Lochiel, 17. Chief of Clan Cameron aufgegeben. Tor Castle wurde von den Camerons als Zuflucht von Angriffen des Clan MacDonald of Keppoch genutzt.[21]
- Achnacarry Castle: Chief Sir Ewen wollte ein „praktisches Haus“ und ließ Achnacarry Castle um circa 1655 bauen. Dieses wurde von Hannoverischen Streitkräften während der Schlacht von Culloden im Jahr 1746 niedergebrannt. 1802 baute Donald Cameron, 22. Chief, ein neues Haus in Achnacarry, nachdem er eine große Summe an die britische Regierung zahlen musste, um die Erblande seine Familie zurückzubekommen. In der Nähe gibt es ein Museum, welches von Sir Donald Cameron of Lochiel gegründet wurde.[21]
- Die Camerons of Lochiel hatten auch eine Burg auf Eilean nan Craobh (Bauminsel) im 16. und 17. Jahrhundert.[21]

## Tartan
Die Grundfarbe des Tartans von Clan Cameron ist rot mit grün und gelb. Im Laufe der Zeit trugen folgende Regimenter dieses Tartan:
- Highlanders
- Merchiston Castle School
- Queen’s Own Highlanders
- New York Highland Regiment, 79th
- Prince Alfred's Guard 1874
- Queen's Own Cameron Highlanders
- Cameron Highlanders 79th of Foot[22]

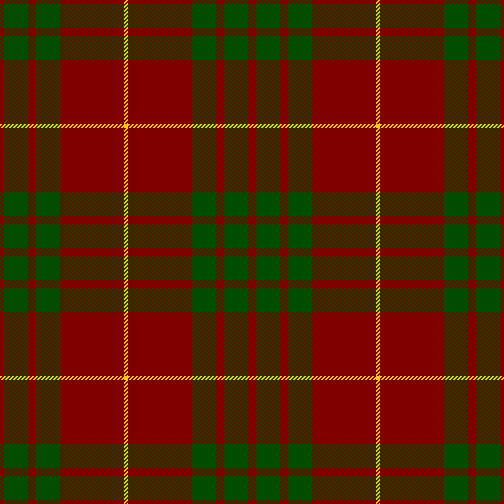
Tartan
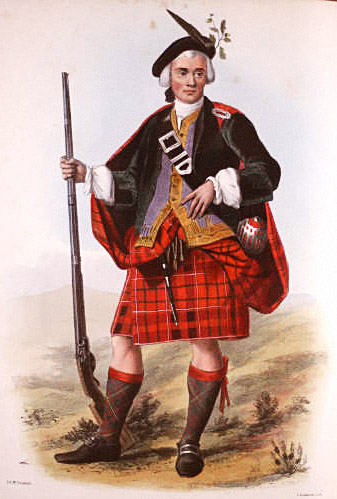
Viktorianische Darstellung eines Clan-Mitglieds
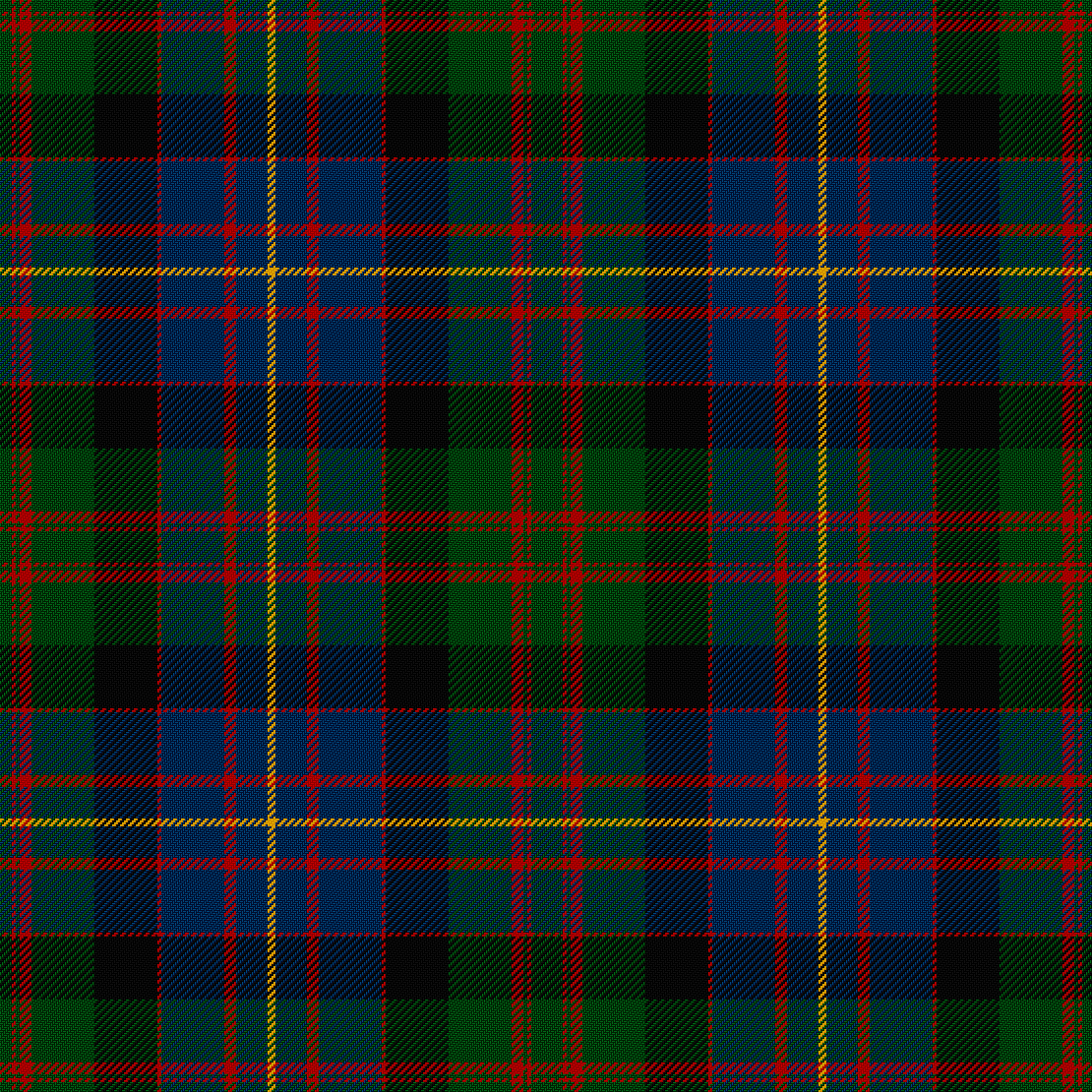
Tartan des 79th Regiment und der Cameron of Erracht, eines Zweigs des Clans